# Тоне Жерјал
Антон Тоне Жерјал – Тончек (Трст, 28. септембар 1915 — Љубљана, 11. јун 1942), учесник Народноослободилачке борбе и народни херој Југославије.

## Биографија
Рођен је 1915. године у Трсту. Пошто су италијанске снаге заузеле град након Првог светског рата заузеле град, породица му се одселила у Љубљану. Тоне је у Љубљани завршио класичну гимназију. Током школовања прикључио се комунистичком покрету и 1934. године постао члан Комунистичке партије Југославије. Док је био ученик последње, 8. године гимназије, полиција је провалила илегалну технику КПЈ у којој је био активан и затворила га на 9 месеци; био му је забрањен наставак школовања у било којој школи у Југославији. Након изласка из затвора, наставио је да делује у комунистичком покрету и 1937. поновно био ухапшен и осуђен на годину и по дана робије у затвору у Сремској Митровици.
Након окупације Југославије 1941, укључио се у припреме за оружани устанак и прешао у илегалу. Деловао је у централној техници КП Словеније у Љубљани, а од марта 1942. био је одговоран за све циклостилне технике КПС у околини Љубљане.
Средином маја 1942. године, италијански фашисти су га ухватили на Јежици. У затвору су га мучили. Када су јуна 1942. илегалци убили једног италијанског фашисту у Шишки, Тоне Жерјал и још шест талаца су 11. јуна 1942. године одведени до Грамозне јаме, где су у знак одмазде стрељали.
Указом председника Федеративне Народне Републике Југославије Јосипа Броза Тита, 27. новембра 1953. године, проглашен је за народног хероја.